# آب‌انبار سید فتح الدین رضا
آب‌انبار سید فتح الدین رضا مربوط به دوره پهلوی است و در یزد، خیابان امام خمینی، کوچه مالمیر، کوچه شهید بافی واقع شده و این اثر در تاریخ ۹ فروردین ۱۳۷۸ با شمارهٔ ثبت ۲۲۹۹ به‌عنوان یکی از آثار ملی ایران به ثبت رسیده است.